# هرمان فون بونینگهاوزن
هرمان فون بونینگهاوزن (انگلیسی: Hermann von Bönninghausen; ۲۴ ژوئیهٔ ۱۸۸۸ – ۲۶ ژانویهٔ ۱۹۱۹) بازیکن فوتبال، ورزشکار دو و میدانی، و دونده اهل آلمان بود.
از باشگاه‌هایی که در آن بازی کرده‌است می‌توان به باشگاه فوتبال مونیخ ۱۸۶۰ اشاره کرد.